# وقتی روز و رؤیا یکی می‌شوند
| بررسی انتقادی                    | بررسی انتقادی |
| منبع                             | رتبه‌بندی      |
| -------------------------------- | ------------- |
| آل‌میوزیک                         | [ ۱ ]         |
| Collector's Guide to Heavy Metal | ۷/۱۰          |

وقتی روز و رؤیا یکی می‌شوند (انگلیسی: When Dream and Day Unite) نخستین آلبوم استودیویی گروه پراگرسیو متال آمریکایی دریم تیتر است که در ۶ مارس ۱۹۸۹ از طریق مکانیک/ام‌سی‌ای رکوردز منتشر شد. این آلبوم اکثراً از محتوایی تشکیل شده که ابتدا در سال‌های اولیه گروه که مجستی نام داشت معرفی شد و این تنها آلبوم دریم تیتر است که با ترکیب اولیهٔ اعضای آن‌ها ضبط شده است. در همهٔ آلبوم‌های بعدی جیمز لابری جایگزین چارلی دومینیچی به‌عنوان خواننده اصلی شد. این تنها آلبوم دریم تیتر است که نتوانست در جدول بیلبورد ۲۰۰ قرار بگیرد.